# Francisco de Paula Burguera
Francisco de Paula Burguera Escrivá (Sueca, 21 de julio de 1928 - Sueca, 16 de octubre de 2015) fue un poeta, dramaturgo, político, periodista, ensayista y empresario español.

## Biografía
Con Joan Fuster, alrededor de los años cuarenta, inició su trayectoria valencianista. Poeta y autor teatral (en 1949 publicó la recopilación poética Ara sóc ací y en 1959 la obra dramática L'home de l'aigua) se ha dedicado asimismo fundamentalmente a la tarea periodística como comentarista político (Levante-EMV, Las Provincias, Avui, El País).
Al llegar la transición democrática, en el fin del franquismo, fundó el Partido Demócrata Liberal del País Valenciano (PDLPV) junto a Joaquín Muñoz Peirats, del que fue secretario general, y fue elegido diputado al Congreso en 1977 formando parte de la coalición Unión de Centro Democrático. Al convertirse la coalición UCD en un partido dejó el grupo parlamentario centrista y pasó al Grupo Mixto. Poco después fundó el Partit Nacionalista del País Valencià (PNPV) en octubre de 1978, que el 1982, junto a Agrupament d'Esquerra del País Valencià, dio lugar al nacimiento de Unitat del Poble Valencià (UPV). Se retiró de la política en 1983.
En 1990 publicó una obra que obtuvo el premio de ensayo Joan Fuster en los XIX Premios Octubre, És més senzill encara: Digueu-li Espanya ("Es más sencillo todavía: llamadlo España"), en donde, parafraseando el título de la obra de Josep Guia, És molt senzill, digueu-li Catalunya, explica en dos partes la trayectoria del valencianismo desde la posguerra hasta la Batalla de Valencia, y acto seguido un conjunto de valoraciones sobre la conciencia nacional valenciana basándose en los resultados electorales de los encuentros valencianistas. Es por este motivo que Burguera llegó a la conclusión de que los valencianos se sienten mayoritariamente españoles además de estar contentos de serlo.
En 1998 recibió la Cruz de San Jorge de la Generalidad de Cataluña. Colaboró con algunos diarios de forma puntual, y fue integrante de la plataforma cívica Valencians pel Canvi, asociación que presidió entre el 22 de septiembre de 2005 y el 5 de junio de 2008.
Una calle de Sueca fue renombrada Calle de Francesc de Paula Burguera Periodista en su honor